# Serpiente Tsukán
La serpiente Tsukán (del maya "tsuk": caballo, y "kaan": serpiente) es un mito relatado en algunos municipios del estado de Yucatán, México. El mito habla de una serpiente "con una cabeza tan grande como la de un caballo", además de que posee crines. Al mismo se le atribuyen distintos significados simbólicos y es contado en las comunidades rurales de regiones cercanas a las cuevas, como por ejemplo, la localidad de Calcehtok, ubicada en Opichén.  

## El mito
De acuerdo con varios relatos y testimonios de habitantes de comunidades rurales en Yucatán, existe una serpiente a la cual llaman Tsukán. Este ser vive, cuida y es dueño del cenote o gruta a la cual se asocia, lo cual significa que existe más de un ejemplar. Se le describe "tan grande, que su cabeza es como la de un caballo", y que además posee crines. Respecto al grosor de su cuerpo, se dice que es tan grueso que se puede confundir con un tronco. Relatan que un campesino se sentó en lo que creyó que era el tronco de un árbol y sintió que se movió por sí solo. Se dice que los campesinos que la avistan, no deben intentar matarla, pues alguna desgracia les acaecerá. La serpiente solo abre la boca y los animales son absorbidos por el calor de su aliento, particularmente come aves, específicamente el pájaro llamado cheel (urraca en español). Cuando son viejas, les crecen alas y vuelan hacia el mar donde se retiran para morir.

### El relato de la Tsukán
Se cuenta que durante la primera sequía del imperio maya, se le encomendó a Chaac recoger el agua del subsuelo y llevarla al resto del imperio maya. El Señor de la Lluvia montó a una bestia alada y buscó el agua por todas partes, pero los ríos, lagos y cenotes estaban secos, por lo que decidió descansar y sentó en un tronco, pero comenzó a moverse. Fue tal la sorpresa de Chaac y el animal alado, al darse cuenta de que no era madera, sino el cuerpo de una enorme serpiente. El ofidio abrió las fauces y de un bocado devoró a la bestia sobre la cual montaba Chaac. El Señor de la Lluvia, iracundo, trepó por el dorso de la serpiente y la azotó con su látigo. De pronto, a la serpiente le comenzó a brotar una crin del cuello, de la cual el jinete se sujetó. 
—¿Y tú quién eres para azotarme? —dijo enfurecida la enorme serpiente Tsukán.
—Soy Chaac, el Señor de la Lluvia, y ahora también tu señor. Me llevarás al mar para traer agua a los cenotes que están vacíos, porque seguramente tú te la acabaste.
Tsukán, aún más enojada, se retorció violentamente para sacudirse a Chaac de encima, pero lo único que consiguió fue que se le inflamaran las crines. Repentinamente, en los costados de su cuerpo aparecieron unas enormes alas que la elevaron y se dirigió al mar. Al llegar a aquel enorme cuerpo de agua esmeralda, Chaac llenó cientos de vasijas y las ató al lomo de Tsukán. La serpiente estaba asombrada: era la primera vez que veía el mar.
—No volveré a las grutas —dijo Tsukán—. Me quedaré en el mar, aquí tengo mucho espacio y puedo ir a donde quiera.
—Primero debes terminar tu misión —contestó Chaac.
—¿Qué misión? —replicó Tsukán.
—Tú vas a encargarte de vigilar los cenotes y cavernas y jamás habrá de faltarles agua. Serás la guardiana del agua y sólo cuando seas anciana te permitiré regresar al mar —dijo Chaac, quien engañó a la serpiente porque sabía que Tsukán rejuvenecería eternamente.
De regreso hacia los cenotes, Tsukán derribó a Chaac con un chicoteo de su cuerpo, pero el Señor de la Lluvia agitó su látigo y provocó un trueno que mató de inmediato a la serpiente y la convirtió en miles de gotas de agua que cayeron sobre la tierra.
Los ríos, cuevas y cenotes se volvieron a llenar de agua. Lentamente, en el fondo de una gruta, las gotas de agua se condensaron hasta tomar la forma de la serpiente que creció y de nuevo le salieron alas. Tsukán abandonó su refugio para dirigirse al mar, pero en su camino se encontró a Chaac, quien le lanzó una potente ráfaga de viento y el reptil se transformó en lluvia una vez más. Aunque la serpiente con crines y alas siempre quiso regresar al mar, quedó condenada, con su eterna muerte y reencarnación, a siempre mantener con agua los cenotes, grutas y ríos de Yucatán.

## Interpretación simbólica
En el mito de la Tsukán existe una repetición de la función que la misma desempeña en el pueblo yucateco: vive, cuida y es dueño de uno de los tesoros más apreciados por todos los pueblos del mundo: el agua. Para la comunidad agrícola, el agua es la que hace posible que se den las cosechas y que garantizan el buen maíz, por lo que conduce a la necesidad de protegerlas mediante un guardián simbólico; en este caso hablamos de la Tsukán. Esta agua también le sirve a las aves, pequeños mamíferos y a las abejas. La Tsukán desempeñaría una función simbólica como guardiana de los bienes naturales; y que a su vez, el correcto cuidado de los mismos garantiza la alimentación, y la alimentación asegura  la supervivencia. 
De igual forma, el hecho de que su cabeza sea tan grande "como un caballo", y que posea crines se debe a que el término maya "tsuk" que significa caballo, también se utiliza para señalar "el cabello" que desprende la mazorca de maíz cuando está madurando. Ahí radica el hecho de que la serpiente tenga crines, ya que va relacionado con los cultivos y la protección de los mismos. 
El vuelo de la misma es una alegoría a la preocupación de los campesinos por las condiciones climáticas y por la precipitación pluvial pues de ésta depende el éxito de las cosechas y por ende, el bienestar socioeconómico. El agua terrestre visible en las cavernas donde habita la Tsukán debe subir al cielo y caer en las milpas.
El hecho de que se alimente del pájaro cheel, simboliza el dominio y  resistencia de la cultura maya por encima de los extranjeros o invasores del territorio, debido a que dicha ave tiene la parte dorsal de su cuerpo y en las alas un color intenso como los ojos de los españoles que dominaron y colonizaron la región. De igual forma, la palabra "cheel" es utilizada en Yucatán para señalar a hombres rubios; o sea, gente no indígena.